# Lac McLaren
Lac McLaren är en sjö i Kanada.   Den ligger i regionen Mauricie och provinsen Québec, i den sydöstra delen av landet, 260 km nordost om huvudstaden Ottawa. Lac McLaren ligger 400 meter över havet. Arean är 1,7 kvadratkilometer. Den sträcker sig 2,1 kilometer i nord-sydlig riktning, och 2,5 kilometer i öst-västlig riktning.
I omgivningarna runt Lac McLaren växer i huvudsak blandskog. Trakten runt Lac McLaren är nära nog obefolkad, med mindre än två invånare per kvadratkilometer.